# Kauab, krunski princ
Kauab je bio princ drevnog Egipta, najstariji sin faraona Kufua, stariji polubrat faraona Džedefre i Kafre. Živio je tijekom 4. dinastije. Premda je bio krunski princ, nikada nije postao faraon. Imao je istoimenog bratića.

## Etimologija
| D28 | wab |

Kauabovo ime znači "čiste duše", u smislu, "on je čiste duše".

## Životopis
Kauab je bio najstariji sin faraona Kufua. Kauabova je majka bila Meritites I., Kufuova mlađa polusestra. Kauab je rođen tijekom vladavine svog djeda Snofrua, dok je Kufu još bio princ.
Budući da je bio najstariji Kufuov sin, Kauab je bio nasljednik prijestolja. Bio je miljenik svoje majke. Oženio je svoju sestru, princezu Heteferes (koja će kasnije postati kraljica znana kao Heteferes II.). Imali su nekoliko djece.
Iz njegovih naslova se zna da je Kauab služio kao svećenik bogu Anubisu i božici Selkis, te je bio vezir.
Kauab nikada nije postao faraon, jer je umro prije svog oca. Njegova ga je supruga nadživjela. 

## Djeca
Djeca Kauaba i Heteferes II.:
| Ime           | Titula          |
| ------------- | --------------- |
| Duaenhor      | princ Egipta    |
| Kaemsekem     | princ Egipta    |
| Mindžedef     | princ Egipta    |
| Meresank III. | kraljica Egipta |

Kauab je svoju kćer Meresank nazvao po svojoj sestri.

## Naslovi
Kauabovi naslovi:
- "Anubisov svećenik",
- "Selkisin svećenik",
- "Kraljev sin",
- "Kraljev sin od njegova tijela",
- "Kraljev najstariji sin od njegova tijela",
- "Njegov najstariji sin",
- "Nasljedni princ",
- "Vezir".[1]

## Grobnica
Princ Kauab je pokopan u mastabi G 7110-7120 u Gizi, istočno od Velike piramide u kojoj je sahranjen njegov otac. U mastabi se nalazi i pogrebna odaja izgrađena za Kaubovu suprugu, ali ona je poživjela još mnogo godina te si je izabrala drugu grobnicu.

## Postumna počast
Princ Kaemuaset, sin faraona Ramzesa II., vladara 19. dinastije, obnovio je Kauabov kip u hramu u Memfisu.